# Alchemilla weberi
Alchemilla weberi är en rosväxtart som beskrevs av S.E.Fröhner. Alchemilla weberi ingår i släktet daggkåpor, och familjen rosväxter. Inga underarter finns listade i Catalogue of Life.